# Ostnatý drát

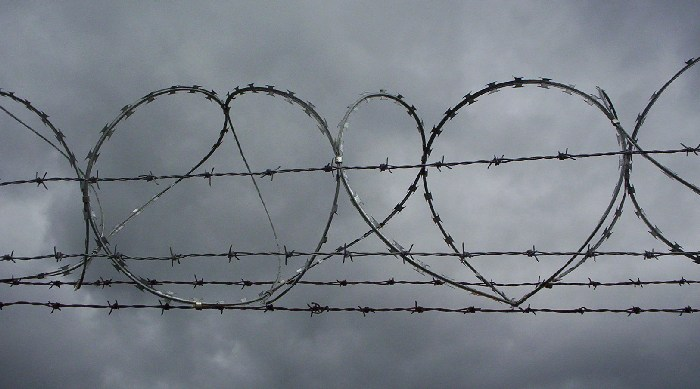
Žiletkový a ostnatý drát

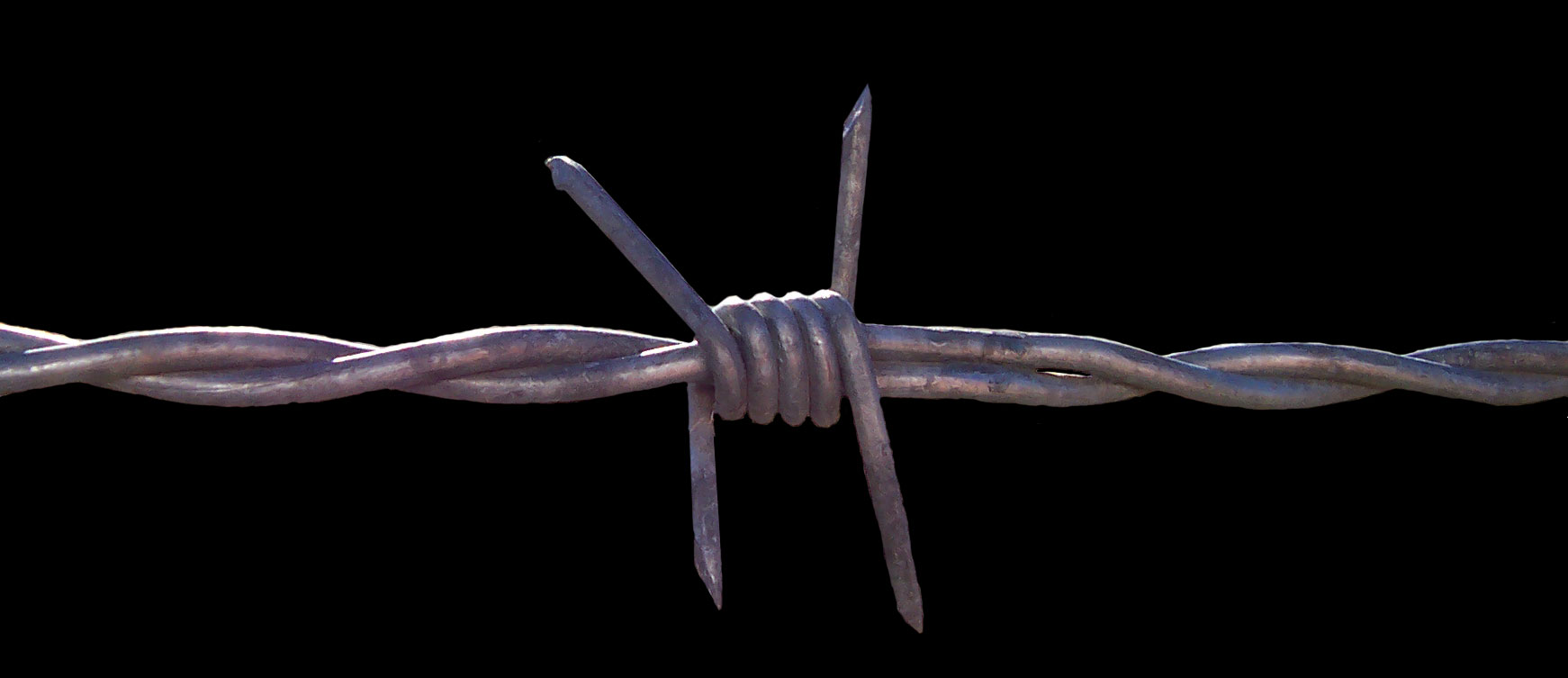
Detail ostnatého drátu

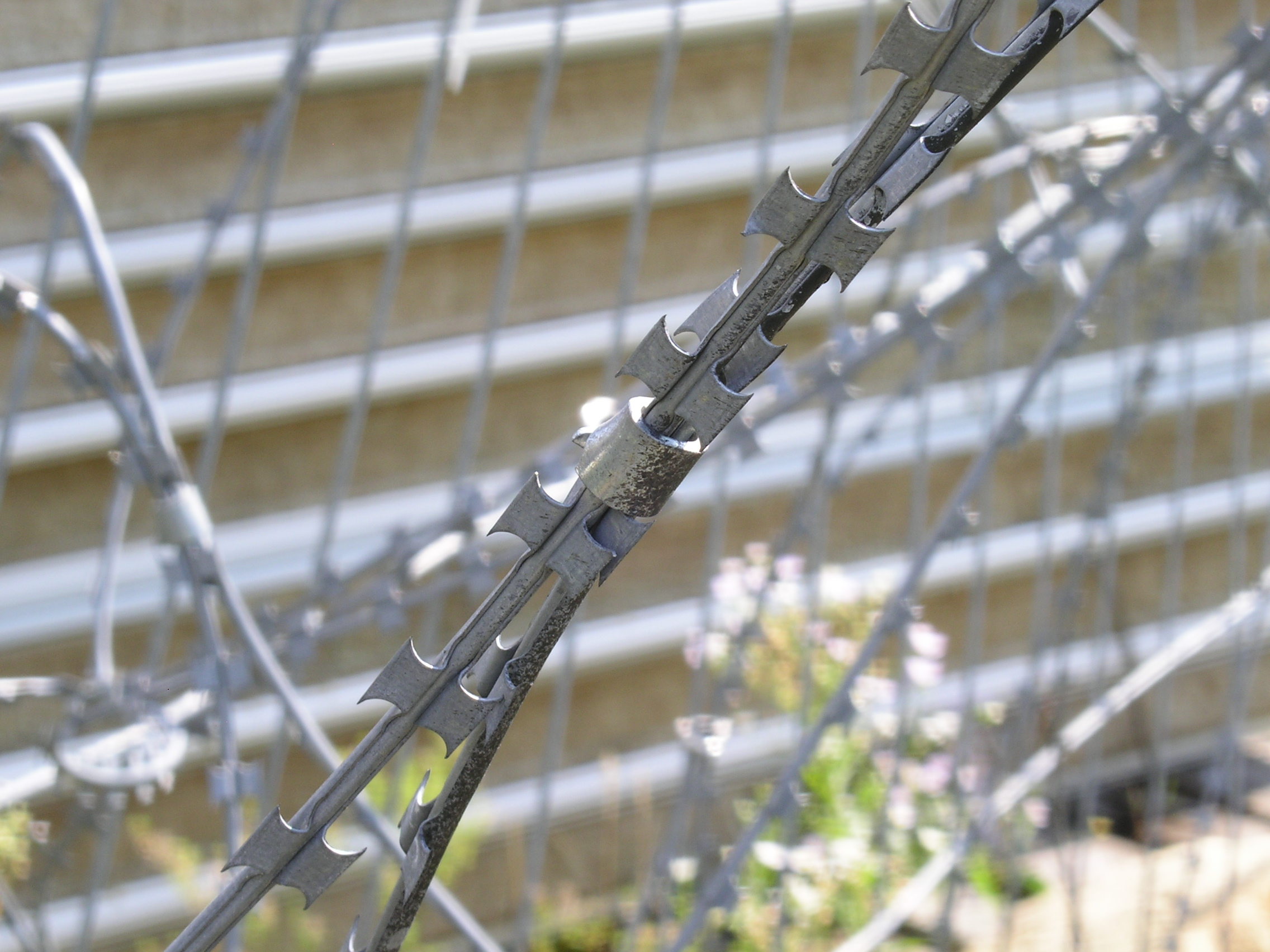
Detail žiletkového ostnatého drátu

Ostnatý drát je typ materiálu pro výstavbu drátěného oplocení. Má po délce hlavního pramene v pravidelných odstupech rozmístěné ostré hroty. Používá se k rychlému vybudování účinného oplocení. Osoba nebo zvíře pokoušející se projít skrz oplocení z ostnatého drátu musí čelit značnému nepohodlí a riskuje zranění. Oplocení z ostnatého drátu vyžaduje pouze kotevní sloupky, drát a materiál pro připevnění, jako např. skoby. Z konstrukčního pohledu je plot z ostnatého drátu jednoduchá konstrukce.

## Historie
Nejúspěšnější ostnatý drát byl patentován Josephem F. Gliddenem z Illinois v roce 1874. Vynález ostnatého drátu tak na sklonku 19. století významně ovlivnil rozvoj chovu hovězího dobytka na americkém Západě, neboť umožňoval relativně levně ohradit rozsáhlé pastviny.
Významné bylo také využití ostnatého drátu při budování efektivních protipěchotních překážek na bojištích. Spolu s použitím kulometu způsobil později praktické zablokování pozic během 1. světové války. Překonání takových překážek byl jeden z popudů k vývoji tanku.
Smutnou proslulost získal ostnatý drát jako součást oplocení koncentračních táborů, později také na tzv. Železné oponě, hranici oddělující za studené války západní a východní státy. Ostnatý drát se tak stal symbolem útlaku, nesvobody a vězení, například v logu organizace na podporu lidských práv a politických vězňů Amnesty International.

## Žiletkový drát
V klasické konstrukci z drátu v pravidelných rozestupech kolmo trčí zaostřené špičky drátu. Modernizací ostnatého drátu je tzv. žiletkový drát, který sestává z jednoho drátu jako jádra, do kterého jsou s krátkými mezerami upevněné „žiletky“ – ostré kousky tenkého plechu.